# Chantoba Bright
Chantoba Bright (* 4. April 2000 in Linden) ist eine guyanische Leichtathletin, die im Weit- und Dreisprung an den Start geht.

## Sportliche Laufbahn
Erste internationale Erfahrungen sammelte Chantoba Bright bei den CARIFTA-Games 2016 in St. George’s, bei denen sie mit 5,94 m die Silbermedaille in der U18-Altersklasse gewann und sich auch im Dreisprung mit 12,39 m die Silbermedaille gewann. Im November gewann sie dann bei den Jugendsüdamerikameisterschaften in Concordia mit 5,96 m die Bronzemedaille im Weitsprung und belegte mit 12,29 m den vierten Platz im Dreisprung. Im Jahr darauf siegte sie bei den CARIFTA-Games in Willemstad mit 5,91 m im Weitsprung und gewann im Dreisprung mit 12,35 m die Bronzemedaille. Anschließend siegte sie bei den U20-Südamerikameisterschaften im heimischen Leonora mit 6,30 m im Weitsprung und sicherte sich mit 12,19 m die Bronzemedaille im Dreisprung. Mitte Juli wurde sie dann bei den U18-Weltmeisterschaften in Nairobi mit 6,14 m Fünfte im Weitsprung. 2018 siegte sie bei den CARIFTA-Games in Nassau mit 5,95 m im Weitsprung in der U20-Altersklasse und gewann mit 12,14 m die Bronzemedaille im Dreisprung und 2019 verteidigte sie bei den CARIFTA-Games in George Town mit 6,05 m ihren Titel im Weitsprung und gewann mit 12,63 m die Silbermedaille im Dreisprung. Im Juli brachte sie bei den U20-Panamerikameisterschaften in San José im Weitsprung keinen gültigen Versuch zustande. Bereits im Vorjahr begann sie ein Studium an der Kansas State University in Manhattan und 2021 gewann sie bei den U23-Südamerikameisterschaften in Guayaquil mit 13,08 m die Silbermedaille im Dreisprung hinter der Brasilianerin Nerisnelia Sousa und im Weitsprung gewann sie mit 6,09 m die Bronzemedaille hinter den Brasilianerinnen Thaina Fernandes und Lissandra Campos. Ende November gewann sie dann bei den erstmals ausgetragenen Panamerikanischen Juniorenspielen in Cali mit 13,50 m die Silbermedaille im Dreisprung hinter der Kubanerin Leyanis Pérez und wurde im Weitsprung mit 6,20 m Fünfte. 
In den Jahren 2017 und 2021 wurde Bright guyanische Meisterin im Weitsprung sowie 2021 auch im Dreisprung.

## Persönliche Bestleistungen
- Weitsprung: 6,47 m (+1,0 m/s), 15. Mai 2021 in Manhattan
  - Weitsprung (Halle): 6,43 m, 26. Februar 2021 in Lubbock
- Dreisprung: 13,53 m (+1,1 m/s), 19. Juni 2021 in Leonora
  - Dreisprung (Halle): 13,60 m, 27. Februar 2021 in Lubbock